# Maximilien Henri de Saint-Simon
Maximilien Henri de Saint-Simon (* 15. November 1720; † 1799 in Utrecht) war ein französischer Offizier, Historiker und Schriftsteller.

## Todesdatum
Auf der Grundlage von Dokumenten im Archiv der Universität Göttingen (Göttingen, Universitätsarchiv, Ger E LIX 1 und 2) hat Frank William Peter Dougherty erklärt, dass Saint-Simon am 20. August 1795 in Göttingen starb. Auch Saint-Simons Frau starb in Göttingen, am 15. August 1798. Dougherty vermutet, dass die in der Literatur zu findende Jahresangabe „1799“ für Saint-Simons Todesjahr auf einer Verwechslung mit dem Jahr beruht, in dem Saint-Simons Gut in Utrecht verkauft wurde.
Dougherty erklärt, dass Saint-Simon Utrecht verließ, als die Franzosen 1794 Brabant besetzten. Er sei ins Exil nach Hannover gegangen und von dort im Mai 1795 nach Göttingen.

## Werke
- Des Jacinthes. Amsterdam, 1768
- Histoire de la guerre des Alpes, ou Campagne de 1744. 1769 (Digitalisat; PDF; 17,6 MB)
- Histoire de le guerre des Bataves et des Romains.
- Essai de traduction littérale et énergique. Haarlem, 1771
- Temora, poème épique d’Ossian. Amsterdam, 1774, in-8);
- Nyctologues de Platon. Utrecht, 1784
- Absurdités spéculatives.
- Mémoires sur les troubles actuels de la France. 1788
- Essai sur le despotisme et les Révolutions de la Russie. 1794